# In Your Honor
| 전문가 평가          | 전문가 평가 |
| 총 점수              | 총 점수     |
| 출처                 | 점수        |
| -------------------- | ----------- |
| 메타크리틱           | 70/100      |
| 평가 점수            |             |
| 출처                 | 점수        |
| AllMusic             | [ 4 ]       |
| Entertainment Weekly | A / B+      |
| The Guardian         | [ 6 ]       |
| Los Angeles Times    | [ 7 ]       |
| NME                  | 7/10        |
| Pitchfork            | 6.8/10      |
| Q                    | [ 10 ]      |
| Rolling Stone        | [ 11 ]      |
| Spin                 | B+          |
| USA Today            | [ 13 ]      |

《In Your Honor》는 2005년 6월 14일, 로즈웰과 RCA 레코드를 통해 발매된 미국의 록 밴드 푸 파이터스의 다섯 번째 스튜디오 음반이다. 이 음반은 더블 음반으로, 첫 번째 디스크는 헤비 록 곡들을 담고 있고 두 번째 디스크는 더 낮은 어쿠스틱 곡들을 담고 있다. 프론트맨 데이브 그롤은 10년 동안 존재한 후 밴드가 그들의 음악으로 새로운 영역을 개척해야 한다고 느꼈기 때문에 다양한 혼합곡을 만들기로 결정했다. 이 음반은 로스앤젤레스 노스리지에 새로 지은 스튜디오에서 녹음되었으며, 존 폴 존스 (레드 제플린), 노라 존스, 조시 호미 (퀸스 오브 더 스톤 에이지) 등의 게스트가 참여한다. 이 노래의 가사는 공명적이고 내성적인 주제를 모두 다루며, 2004년 대선 당시 존 케리와 함께 선거 유세에 참여한 그롤의 주요한 영향을 받았다. 이 음반은 키보디스트 라미 제피가 참여한 첫 번째 음반이었지만, 그는 2017년까지 정식 멤버로 밴드에 합류하지 않았다.
이 음반의 홍보 투어에는 경기장에서의 록 쇼와 더 작은 장소에서의 어쿠스틱 공연이 모두 포함되었다. 《In Your Honor》에 대한 리뷰는 대부분 긍정적이었고, 작곡과 사운드를 칭찬했지만, 일부 비평가들은 이 음반이 너무 길고 일관성이 없다고 생각했다. 이 음반은 또한 5개의 그래미 어워드 후보에 올랐으며, 호주를 포함한 5개 국가의 차트에서 1위를 차지했으며, 미국과 영국 모두 2위를 포함하여 5개 국가에서 5위 안에 들었다. 《In Your Honor》는 또한 2001년 《There Is Nothing Left to Lose》로 시작한 그래미 어워드 최우수 록 앨범상 연속 수상을 깼다.

## 배경
《One by One》을 지원하기 위해 투어를 한 후, 데이브 그롤은 푸 파이터스와 함께 다음에 무엇을 해야 할지에 대해 확신하지 못했다. 그는 또 다른 음반을 서두르는 것은 창의적으로 보람이 없을 것이라고 느꼈다. 그롤은 가능한 영화 음악을 고려했고, 어쿠스틱 곡을 쓰기 시작했고, 결국 정규 음반의 가치를 모았다. 그롤은 솔로 음반을 만들고 싶어하지 않았고, 평소 스타일에서 벗어난 것을 받아들였고, "우리가 어떻게 말해야 할까?"라는 푸 파이터스에 곡을 가져왔다. 베이시스트 네이트 멘델은 이 곡들의 독특한 사운드가 "왜 그들이 음반에 들어가야 하는가"라고 대답했다. 그롤은 어쿠스틱 음반에 반대하기로 결정했고, "내 인생 어딘가에서 시끄러운 록 음악이 있어야 한다"고 말했고, "정말 헤비 록 똥인 CD 하나"와 함께 더블 음반을 만들기로 결정했고, 그리고 또 다른 곡인 "그것은 정말 아름답고, 음향 기반, 낮은 역동적인 곡"으로 그롤은 "병과 숙취"라고 묘사했고, 록 음반은 "나는 그것 없이는 살 수 없다는 것을 깨달았다"는 곡과 함께 "나의 잭 앤 콕 음반", 어쿠스틱은 "카일리와 함께한 나의 사파이어와 마티니 음반"이라고 말했다. 그롤은 또한 더블 음반을 만드는 결정적인 순간은 그의 컴퓨터에 데모를 업로드하고 그가 5시간의 음악을 가지고 있다는 것을 깨닫는 것이었다면서 "10년째 밴드 생활을 하고 있는데 이번이 다섯 번째 음반인데, 음반이 끝나고 계속 음반을 만들고 영상을 만들고 페스티벌을 하는 것 자체가 지루할 것 같아서 뭔가 특별한 걸 하고 싶었다"고 말했다.
이 음반은 버지니아주 알렉산드리아에 있는 그롤의 지하실에 있는 스튜디오 606과 대조적으로 스튜디오 606 웨스트라는 이름의 캘리포니아주 노스리지의 창고에 지어진 새로운 녹음 스튜디오에서 녹음되었다. 《In Your Honor》의 개발은 스튜디오에 장비를 설치하는 데 9개월이 걸렸고, 2004년 내내 곡이 작곡되었다. 라스쿨리네츠에 따르면, 606이 끝나기를 기다리는 동안, 밴드는 노스 할리우드의 메이트 리허설 스튜디오에서 리허설을 했고, 그곳에서 "우리는 약 30곡의 서너 개의 다른 버전으로 끝이 났고, 그것들이 오래될까 봐 걱정했다"고 덧붙였다.

## 상업적 성과
이 음반은 빌보드 200과 영국 음반 차트에서 콜드플레이의 《X&Y》(2005년 전 세계적으로 가장 많이 팔린 음반)에 이어 2위로 진입했고, 미국에서 31만 500장, 영국에서 159,179장의 판매고를 기록했다. 《In Your Honor》는 호주, 핀란드, 뉴질랜드, 아일랜드에서도 차트 1위를 차지했고 캐나다, 오스트리아, 덴마크에서도 5위 안에 들었다.
2011년 12월 현재, 《In Your Honor》는 북미에서 1,442,000장의 판매고를 올리며 《Foo Fighters》와 《The Colour and the Shape》에 이어 세 번째로 가장 성공적인 음반이 되었다. 또한 미국 음반 산업 협회로부터 플래티넘 인증을 받았다. 이 음반은 캐나다 , 호주, 영국에서 멀티 플래티넘 지위에 올랐다.

## 곡 목록
모든 곡들은 특별한 언급이 없는 한 데이브 그롤, 테일러 호킨스, 네이트 멘델 그리고 크리스 시프렛에 의해 작사/작곡하였다.
| #   | 제목                        | 재생 시간 |
| --- | --------------------------- | --------- |
| 1.  | In Your Honor               | 3:50      |
| 2.  | No Way Back                 | 3:17      |
| 3.  | Best of You                 | 4:16      |
| 4.  | DOA                         | 4:12      |
| 5.  | Hell                        | 1:57      |
| 6.  | The Last Song               | 3:19      |
| 7.  | Free Me                     | 4:39      |
| 8.  | Resolve                     | 4:49      |
| 9.  | The Deepest Blues Are Black | 3:58      |
| 10. | End Over End                | 5:52      |

| #   | 제목                | 작사·작곡 | 재생 시간 |
| --- | ------------------- | --------- | --------- |
| 1.  | Still               |           | 5:15      |
| 2.  | What If I Do?       |           | 5:02      |
| 3.  | Miracle             |           | 3:29      |
| 4.  | Another Round       |           | 4:25      |
| 5.  | Friend of a Friend  | 그롤      | 3:13      |
| 6.  | Over and Out        |           | 5:16      |
| 7.  | On the Mend         |           | 4:31      |
| 8.  | Virginia Moon       |           | 3:49      |
| 9.  | Cold Day in the Sun | 호킨스    | 3:20      |
| 10. | Razor               | 그롤      | 4:53      |

## 인증
| 국가                                                  | 인증        | 판매량/출하량 |
| ----------------------------------------------------- | ----------- | ------------- |
| 오스트레일리아 (ARIA)                                 | 3× 플래티넘 | 210,000^      |
| 오스트리아 (IFPI 오스트리아)                          | 골드        | 15,000*       |
| 브라질 (Pro-Música Brasil)                            | 골드        | 50,000*       |
| 캐나다 (뮤직 캐나다)                                  | 3× 플래티넘 | 300,000^      |
| 아일랜드 (IRMA)                                       | 2× 플래티넘 | 30,000^       |
| 일본 (RIAJ)                                           | 골드        | 100,000^      |
| 뉴질랜드 (RMNZ)                                       | 4× 플래티넘 | 60,000^       |
| 노르웨이 (IFPI 노르웨이)                              | 골드        | 20,000*       |
| 스웨덴 (GLF)                                          | 골드        | 30,000^       |
| 영국 (BPI)                                            | 2× 플래티넘 | 812,000       |
| 미국 (RIAA)                                           | 플래티넘    | 1,000,000^    |
| *판매량을 기반으로 한 인증 ^출하량을 기반으로 한 인증 |             |               |